# Spalacopsis protensa
Spalacopsis protensa är en skalbaggsart som först beskrevs av Francis Polkinghorne Pascoe 1871.  Spalacopsis protensa ingår i släktet Spalacopsis och familjen långhorningar.
Artens utbredningsområde är Guatemala. Inga underarter finns listade i Catalogue of Life.